# Mickey Jones

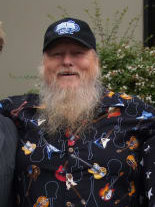
Mickey Jones (2006)

Mickey Jones (* 10. Juni 1941 in Houston, Texas; † 7. Februar 2018 ebenda) war ein US-amerikanischer Musiker und Schauspieler.

## Leben
Mickey Jones begann seine Karriere als Musiker Ende der 1950er Jahre. Er spielte als Schlagzeuger mehrere Jahre zunächst in den Begleitbands zweier US-Stars der 1960er, Trini Lopez und Johnny Rivers, dann begleitete er auch Bob Dylan bei dessen Welt-Tournee 1966. Ab 1967 bis Mitte der 1970er war er Mitglied bei The First Edition, der Band des späteren Country-Stars Kenny Rogers.
Ab Ende der 1960er verfolgte er auch eine Schauspielerkarriere. Zunächst trat er in kleinen Nebenrollen auf, dann ab den 1980ern auch in etwas größeren, sowohl in B-Actionstreifen und kleinen Independentfilmen als auch in manchen Blockbustern Hollywoods. Er wurde häufig als der harte Kerl aus den Südstaaten oder dem mittleren Westen besetzt. Außerdem hatte er Gastauftritte in verschiedenen Fernsehserien wie T.J. Hooker, V – Die außerirdischen Besucher kommen, Das A-Team, Alf, Baywatch – Die Rettungsschwimmer von Malibu, Ausgerechnet Alaska, Eine schrecklich nette Familie, Justified und Hör mal, wer da hämmert. Als Pete Bilker, einer der drei lustigen Bauarbeiter der fiktiven Firma K&B Constructions, die immer wieder als Gäste bei Tim und Al in Tool Time eingeladen wurden, trat er zwischen 1991 und 1999 in 13 Folgen der Serie auf.
Jones starb im Februar 2018 im Alter von 76 Jahren in Houston nach längerer Krankheit. Er hinterließ seine Frau und zwei gemeinsame Kinder.

## Filmografie (Auswahl)
- 1975: The Dream Makers (Fernsehfilm)
- 1978: See How She Runs (Fernsehfilm)
- 1978–1981: Der unglaubliche Hulk (The Incredible Hulk) (Fernsehserie)
- 1979: Drei Engel für Charlie (Charlie’s Angels, Folge Auf dem Highway sind die Engel los)
- 1980: Ich, Tom Horn (Tom Horn)
- 1980: Zwei wahnsinnig starke Typen (Stir Crazy)
- 1981: Stand by Your Man (Fernsehfilm)
- 1981: Hart aber herzlich (Hart to Hart, Fernsehserie, Folge Es ist nicht alles Glas, was glitzert)
- 1982: Making Love
- 1982: Flammen am Horizont (Wrong Is Right)
- 1982: Das schönste Freudenhaus in Texas (The Best Little Whorehouse in Texas)
- 1983: Die schrillen Vier auf Achse (Vacation)
- 1984: Starman
- 1984: V – Die außerirdischen Besucher kommen (V: The Final Battle, Fernsehserie, eine Folge)
- 1985: Savage Dawn
- 1985: Die Spezialisten unterwegs (Misfits of Science, Fernsehserie, eine Folge)
- 1986: Hunter’s Blood – Gehetzt, gejagt, getötet (Hunter’s Blood)
- 1987: Ausgelöscht (Extreme Prejudice)
- 1987: Nadine – Eine kugelsichere Liebe (Nadine)
- 1987: Das turboscharfe Spanner-Hotel (Talking Walls)
- 1987: Rauchende Colts: Auf Leben und Tod (Gunsmoke: Return to Dodge, Fernsehfilm)
- 1988: Der Couch-Trip (The Couch Trip)
- 1988: Skandal in einer kleinen Stadt (Scandal in a Small Town, Fernsehfilm)
- 1989: Dead Bang – Kurzer Prozess (Dead Bang)
- 1989: Homer und Eddie (Homer and Eddie)
- 1990: Die totale Erinnerung – Total Recall (Total Recall)
- 1991: Der Giftzwerg (Dutch)
- 1991–1999: Hör mal, wer da hämmert (Home Improvement, Fernsehserie, 13 Folgen)
- 1992: Taxi in den Tod (Black Ice)
- 1993: Night Trap – Auf der Spur des Bösen (Night Trap)
- 1993: Die Beverly Hillbillies sind los! (The Beverly Hillbillies)
- 1994: Forced to Kill
- 1994: Drop Zone
- 1996: Gefahr aus dem Weltall 2 (It Came from Outer Space II, Fernsehfilm)
- 1996: Don’t Look Back – Die Killer im Nacken (Don’t Look Back, Fernsehfilm)
- 1996: Eine schrecklich nette Familie (Ab nach Florida (2), Fernsehserie)
- 1996: Tin Cup
- 1996: Sling Blade – Auf Messers Schneide (Sling Blade)
- 1997: The Fanatics
- 1998: My Mother Dreams the Satan’s Disciples in New York
- 1999: Grizzly Adams (Grizzly Adams and the Legend of Dark Mountain)
- 1999: The Last Best Sunday
- 2000: Never Look Back
- 2000: The Last Real Cowboys
- 2002: Shattered Lies
- 2003: Jane White Is Sick & Twisted
- 2003: The Fighting Temptations
- 2005: Iowa
- 2007: Simple Things
- 2007: Revamped
- 2009: Necrosis (Blood Snow)
- 2010: Downstream – Endzeit 2013 (Downstream)
- 2012: Thriftstore Cowboy